# Lernaea oryzophila
Lernaea oryzophila is een eenoogkreeftjessoort uit de familie van de Lernaeidae. De wetenschappelijke naam van de soort is voor het eerst geldig gepubliceerd in 1932 door Monod.